# Telesubalpina
Telesubalpina è stata un'emittente televisiva di Torino, nata nel 1976, con copertura regionale. È stata una rete di ispirazione cattolica, affiliata al Gruppo Editoriale San Paolo, e spesso ripeteva la programmazione di SAT2000.

## Storia
Nata nel 1976, irradia sul canale UHF 48, e successivamente anche dai canali UHF 25 e UHF 46; quest'ultimo fu di RTK prima e di RTS poi. Gli studi si trovavano in Corso Matteotti a Torino.
Alcuni appuntamenti fissi, come il notiziario, i talk show e i serial TV, sono parte del palinsesto di SAT2000, a cui l'emittente è affiliata.
Telesu, il cui logo fino al 2006 è stato uno schermo con una freccia blu ascendente da sinistra a destra in diagonale (a indicare l'aldilà), trasmette in diretta le celebrazioni liturgiche collegandosi col Duomo di Torino, come la messa patronale di San Giovanni Battista e la processione della Consolata. Fra i conduttori storici: Don Domenico Mosso, Padre Reginaldo Frascisco, Don Gianni Carrù, Don Piero Gallo. Il notiziario è intitolato Il Regionale e fra i conduttori ha avuto Beppe Gandolfo (passato poi al TG5) e Caterina Cannavà (passata poi alla RAI).

### Il passaggio di proprietà alla Multimedia San Paolo
Il 1º febbraio 2006 il canale è stato acquistato da Multimedia San Paolo, società del Gruppo Editoriale San Paolo che detiene la proprietà anche dell'emittente milanese Telenova. Con l'arrivo di un nuovo editore, il logo di Telesu è stato eliminato e sostituito con quello di Telenova con in basso la scritta "Telesubalpina".
Al momento del passaggio al digitale terrestre, a Telesubalpina è stata assegnata l'LCN 16 e l'emittente è veicolata dal mux Telenova (Piemonte), di proprietà dell'editore, e dal mux Primantenna.
Dal 1º aprile 2013 la produzione piemontese è stata chiusa, e da allora tutti i programmi erano realizzati negli studi di Telenova a Milano.

### Il passaggio di proprietà a Gold TV
Il 22 marzo 2019 la famiglia Sciscione, proprietaria del gruppo editoriale di Gold TV, ha acquistato dal Gruppo San Paolo l'emittente e la sua LCN. In seguito Telesubalpina poco prima della mezzanotte fra il 31 marzo ed il 1º aprile ha iniziato a trasmettere una programmazione fornita da Gold TV, composta da rubriche, videoclip, televendite, 80 Nostalgia e cartoni animati già trasmessi sulle altre emittenti del gruppo. Il logo è inizialmente una semplice scritta con il nome della rete, poi dal 3 aprile viene sostituito da una nuova grafica "TS - Telesubalpina".
Il 17 giugno 2019 Telesubalpina viene sostanzialmente chiusa: il canale assume il logo della webtv Radio Bianconera TV e ne ritrasmette i programmi (anche se spesso in differita) per tutta la giornata, escluse alcune fasce orarie dedicate alle televendite di DMC Shop e di Autoccasioni.

## Palinsesto

### Programmi dell'ultima gestione (2019)
- 80 Nostalgia
- Adnkronos Tg, Salus, Musa
- Delitti & Misteri
- Festival Italia in musica
- Happy cartoons
- Italpress News, Sport, Economia
- La Tv dei viaggi
- Magia del bisturi
- Pillole di sapori
- Profession Sport
- SCQR
- Storie di tutti i giorni
- Teatriz
- TMW News
- Videotop
- Wrestling - TNA

## L'acquisizione della tv di Asti TAI 9
Nel 1995 la vecchia Tele Asti (dapprima conosciuta come Tai44, in seguito TAI 9), venne acquistata dalla stessa Telesubalpina e diventa Telesubalpina Asti. La sede delle trasmissioni si sposta da frazione Viatosto al Centro Culturale San Secondo, nel centro storico di Asti. Vengono trasmessi, sino alla primavera del 2007, le edizioni del TG delle 14 e delle 20.25, e varie rubriche in onda nel corso della settimana, come una dedicata alla Musica e al Teatro, il magazine sportivo del lunedì Obiettivo Sport, condotta da Enzo Armando, che commentava i risultati sportivi del weekend locale appena trascorso, la storica rubrica Puzzle condotta da Rita Balestrieri che si occupava, al sabato, degli eventi culturali della città e della provincia, ma spaziava anche su molti altri e numerosissimi temi, e poi la rubrica Aspettando il Palio, andata in onda sino al 2005 e condotta sempre da Rita Balestrieri: una trasmissione che incontrava protagonisti, rettori, fantini e tutte quelle persone legate ed appassionate alla Corsa settembrina, ma anche il Capitano del Palio, il mossiere, i giudici di gara e altre personalità.

## Eventi speciali trasmessi in diretta da Asti
Sino al 2004 è stata curata la differita della sfilata del Festival delle sagre astigiane, con collegamento da Piazza Alfieri curato da Ercole Zuccaro, Anna Gagliardi, Rita Balestrieri e Valentina Fassio. La messa in onda dell'evento, registrato nella mattinata della seconda domenica di settembre venne trasmesso nella serata stessa, e in replica il lunedì e martedì seguenti alla manifestazione. La corsa del Palio di Asti invece fu trasmessa per la prima volta su Telesubalpina, il 15 settembre 1996 e fu subito uno dei Palii più difficili: durato ad oltranza, dopo ripetute partenze false, la finale si disputò oltre le ore 20, e vide la vittoria del Borgo Don Bosco, 16 anni dopo l'ultima affermazione anche se era in coabitazione con Viatosto. La Corsa venne trasmessa sino al 2005, e la diretta comprendeva dall'arrivo della sfilata in Piazza Alfieri, concludendosi con l'assegnazione dell'ambito drappo dato dalle mani del sindaco, al Rione, Borgo o Comune vincitore (una durata pari tra le 5 ore di diretta e le 6 ore e mezza in caso di Palio prolungato, come accadde nel 1996 e nell'edizione di settembre del 2000).
Nel 2006 il Palio non fu trasmesso inspiegabilmente, tra le contestazioni e le polemiche degli affezionati dell'evento mentre nel 2007 e nel 2008, fu trasmesso per le ultime due volte con un'unica novità di rilievo però: oltre alla diretta a livello regionale e locale, la Corsa andò in diretta anche in Lombardia, grazie a Telenova che trasmesse l'intero evento, prendendo il posto della trasmissione calcistica NovaStadio che andò in onda soltanto dalle 13.45 alle 14.35 circa, e riprendendo soltanto la fascia serale della trasmissione. Dal 2009, i diritti sono passati a GRP che trasmetterà per intero la corsa e parte della sfilata anche, per gli anni successivi (dato che sarà ufficialmente la nuova tv locale astigiana, sin dall'ottobre 2009).

## Radio Tele Subalpina
Radio Tele Subalpina (RTS) è stata un'emittente televisiva di Torino, che iniziò a trasmettere verso il 1978 sul canale UHF 46, subentrando a Radio Tele Kitsch dagli studi di Via dei Mille. Molti erano i programmi, fra cui quelli dedicati ai giovani talenti e dilettanti.
Nel 1981 divenne proprietà della Diocesi di Torino che le cambiò il nome in Telesubalpina.

## Radio Tele Kitsch
Radio Tele Kitsch (RTK) è stata un'emittente televisiva di Torino che trasmetteva sulla frequenza UHF 46.
Fondata nel 1977 da Ennio Pedrini, già direttore e fondatore, dagli anni cinquanta, di giornali come il Corriere di Torino, Il Monitore valdostano, sarebbe dovuta essere una naturale continuazione e un ampliamento visivo dell'emittente radiofonica omonima, ma ebbe breve esistenza. Il progetto iniziale era particolarmente incentrato sulle corrispondenze dell'arte figurativa, dalla pittura alla scultura con la musica, col teatro, col cinema e con l'elettronica. Sul medesimo canale, presero il via le trasmissioni di Radio TeleSubalpina prima e di Telesubalpina poi.